# Герб Ганнополя
Герб Ганно́поля — офіційний символ села Ганнопіль Ємільчинського району Житомирської області, затверджений 27 червня 2013 р. рішенням № 156 XX сесії Ганнопільської сільської ради VI скликання.

## Опис
Щит розділений на чотири частини червоним нитяним хрестом. На першому лазуровому полі золоте дванадцятипроменеве сонце. На другому золотому полі зелена дубова гілка з трьома листками та двома жолудями. На третьому золотому полі конвалія з зеленими листками та срібними квітками. На четвертому лазуровому полі золота підкова вушками догори. Щит обрамований золотим декоративним картушем і увінчаний золотою сільською короною.

## Значення символів
Хрест — символом віри та знак Поліської землі. Лазур і золото символізують чисте мирне небо і багатство землі. Сонце — символ нового, світлого життя. Дубова гілка з листками та жолудями символізує лісові масиви краю та дубові гаї. Конвалія уособлює місцеву флору. Підкова означає щастя і землеробство.
Автор — Олена Олексіївна Шевчук.